# Turania
Turania ist eine italienische Gemeinde mit 237 Einwohnern (Stand 31. Dezember 2023) in der Provinz Rieti in der Region Latium.

## Geographie
Turania liegt 73 km nordöstlich von Rom und 50 km südöstlich von Rieti oberhalb des Tals des Turano in den Sabiner Bergen. Das Gemeindegebiet erstreckt sich über eine Höhendifferenz von 540 bis 975 Meter über Meereshöhe. Turania ist Mitglied der Comunità Montana del Turano.
Die Gemeinde befindet sich in der Erdbebenzone 2 (mittel gefährdet). Die Nachbargemeinden sind Carsoli (AQ), Collalto Sabino, Collegiove, Pozzaglia Sabina und Vivaro Romano (RM).

## Verkehr
Turania liegt in 11 km Entfernung von der Autobahnauffahrt Carsoli an der A24 Strada dei Parchi. Der nächste Bahnhof ist ebenfalls in Carsoli an der Bahnstrecke Rom - Avezzano in 9 km Entfernung.

## Geschichte
Bis 1950 hieß die Siedlung Petescia, als die sie 890 zum ersten Mal erwähnt wurde. Später wurde sie nach dem Fluss, der sie durchquert, umbenannt. Feudalbesitzer waren Orsini, Muti und ab 1632 Borghese.

## Bevölkerungsentwicklung
| Jahr      | 1861 | 1881 | 1901 | 1921 | 1936 | 1951 | 1971 | 1991 | 2001 | 2016 |
| --------- | ---- | ---- | ---- | ---- | ---- | ---- | ---- | ---- | ---- | ---- |
| Einwohner | 869  | 894  | 1109 | 1063 | 1058 | 918  | 456  | 281  | 272  | 232  |

Quelle: ISTAT

## Politik
Roberto Proietti (Lista Civica: Viviamo Turania) wurde am 26. Mai 2019 zum Bürgermeister gewählt.